# Spigelia genuflexa
Spigelia genuflexa är en tvåhjärtbladig växtart som beskrevs av Popovkin och Struwe. Spigelia genuflexa ingår i släktet Spigelia och familjen Loganiaceae. Inga underarter finns listade i Catalogue of Life.